# Riippilänjärvi
Riippilänjärvi är en sjö i kommunen Sastamala i landskapet Birkaland i Finland. Sjön ligger 69,9 meter över havet. Arean är 70 hektar och strandlinjen är 7,41 kilometer lång. Sjön  ingår i Kumo älvs huvudavrinningsområde.   Den ligger omkring 40 km väster om Tammerfors och omkring 170 km nordväst om Helsingfors. 
I sjön finns ön Järventaustansaari. Söder om Riippilänjärvi ligger Karkku kyrka. 